# Новопетровский сельсовет (Зианчуринский район)
Новопетровский сельсовет — муниципальное образование в Зианчуринском районе Башкортостана.

## История
Согласно «Закону о границах, статусе и административных центрах муниципальных образований в Республике Башкортостан» имеет статус сельского поселения.

## Население
| 2002  | 2009  | 2010  | 2012  | 2013  | 2014  | 2015  |
| ----- | ----- | ----- | ----- | ----- | ----- | ----- |
| 1645  | ↗1735 | ↘1501 | ↗1512 | ↘1455 | ↘1407 | ↗1420 |
| 2016  | 2017  |       |       |       |       |       |
| ↗1422 | ↘1407 |       |       |       |       |       |

## Состав сельского поселения
| № | Населённый пункт   | Тип населённого пункта          | Население |
| - | ------------------ | ------------------------------- | --------- |
| 1 | Новопетровское     | деревня, административный центр | ↘615      |
| 2 | Башкирская Ургинка | деревня                         | ↘866      |
| 3 | Русская Ургинка    | деревня                         | ↘20       |